# Neo Vouprasio
Neo Vouprasio  este un oraș în Grecia în Prefectura Ahaia.